# Magurka (1650 m)
Magurka (1650 m) – szczyt w zachodniej części Niżnych Tatr na Słowacji. Znajduje się w głównym grzbiecie wododziałowym tych gór, w granicach Parku Narodowego Niżne Tatry, pomiędzy szczytami Zámostská hoľa (1643 m) i Ďurková (1750 m). Nazwę szczytu podaje tabliczka turystyczna zamontowana przez Klub Słowackich Turystów przy szlaku turystycznym, na mapach szczyt jest zaznaczany, lecz bez nazwy. Nazwa pochodzi od najwyżej na Słowacji położonego osiedla Magurka u północnych podnóży.
Magurka to bardzo kopulaste, niemal płaskie wzniesienie w grani, całkowicie porośnięte kosodrzewiną. Znajduje się jednak między dwoma wyraźnymi przełęczami: Sedlo Zámostskej hole (1605) m i płytka, bezimienna przełęcz oddzielająca Magurkę od Ďurkovej. Na północ opada z Magurki grzbiet oddzielający dolinę potoku Viedenka o drugiego, beziminnego dopływu potoku Ľupčianka. Grzbietem tym prowadzi żółty szlak turystyczny od chaty Maghurka do skrzyżowania szalaków przy przełęczy Sedlo Zámostskej hole w głównej grani Niżnych Tatr. Południowe stoki Magurki opadają do Lomnistej doliny.

## Turystyka
Przez Magurkę, wzdłuż głównego grzbietu niżnotatrzańskiego, biegnie czerwono znakowany, dalekobieżny szlak turystyczny, tzw. Cesta hrdinov SNP. Z wyjątkiem samego szczytu Magurki cały grzbiet jest trawiasty, hale ciągną się tutaj całymi kilometrami wzdłuż głównego grzbietu. Dzięki temu ze szlaku tego rozciągają się rozległe widoki we wszystkich kierunkach. Dnieco po zachodniej stronie Magurki do szlaku graniowego dołącza żółty szlak z Chaty Magurka.
  odcinek: Hiadeľské sedlo – Prašivá – Malá Chochuľa – Veľká Chochuľa – Košarisko – Skalka – sedlo pod Skalkou – Veľká hoľa – Latiborská hoľa – sedlo Latiborskej hole – Zámostská hoľa – sedlo Zámostskej hole – Magurka. Odległość 16 km, suma podejść 1110 m, czas przejścia 5:05 h, ↓ 4:40 h
  odcinek: Zámostská hoľa – Sedlo Zámostskej hole – Ďurková – Malý Chabenec – Chabenec – Kotliská – Krížske sedlo – Poľana – sedlo Poľany – Deresze – Chopok. Odległość 5,5 km, suma podejść 525 m, czas przejścia 2:15 h, ↓ 1:15 h
  pieszy: Chata Magurka – Bašovňa – grzbiet Zamostkiej Hali – Sedlo Zámostskej hole. Czas przejścia: 1:45 h, ↓ 1:05 h.